# Ankasa-Nini-Suhien-Nationalpark
Der Ankasa-Nini-Suhien-Nationalpark ist ein Nationalpark in Ghana mit einer Fläche von insgesamt etwa 510 km². Er erstreckt sich in der Western Region an der Grenze zur Elfenbeinküste und zeichnet sich durch seinen insgesamt auf einer Fläche von 175 km² unberührten tropischen Primärwald aus.
In dem seit 1976 bestehenden Ankasa-Nini-Suhien-Nationalpark sind noch geringe Bestände von Waldelefanten zu finden. Auch Wildschweine, Antilopen, Riesenschlangen und ca. zwanzig Primaten- und viele Vogelarten sind in diesem Nationalpark zu finden.
Der WWF hat sich in der Vergangenheit erfolgreich für eine Aufwertung dieses Parks zu einem Nationalpark eingesetzt. 